# Tavarede
Tavarede é uma vila portuguesa, sede da freguesia de Tavarede do município da Figueira da Foz, freguesia com 10,72 km² de 
área e 10 051 habitantes (censo de 2021), tendo, por isso, uma densidade populacional de 937,6 hab./km².
A povoação de Tavarede foi elevada à categoria de vila em 2009.
O termo toponímico deriva da palavra Tavah que significa marca ou limite.[carece de fontes?]

## História
Recebeu foral de D. Manuel I em 9 de Maio de 1516. O concelho foi extinto em 1834 e a partir daí passou para o município da Figueira da Foz.

## Demografia
A população registada nos censos foi:

## Povoações
A freguesia é constituída pelas seguintes povoações:
- Azenha
- Carritos
- Casal da Areia
- Casal do Rato
- Casal da Robala
- Chã
- Condados
- Ferrugenta
- Matioa
- Paço
- Peso
- Pigeiros
- Saltadouro
- Senhor do Arieiro
- Tavarede
- Várzea
- Vila Robim

## Património
- Paço de Tavarede ou Solar de Tavarede
- Fonte de Tavarede Esta fonte foi edificada em 1876 e reconstruída diversas vezes.
- Igreja paroquial de Tavarede

## Cultura
Realiza-se em Tavarede o Arraial de S. Martinho, celebrado em novembro, em que há um cortejo com carros a motor, burros e bois, decorados de acordo com o gosto de cada local da freguesia. No fim há a venda dos produtos que cada carro transportava, num popular e ruidoso leilão. Os lucros obtidos revertem a favor da igreja e das suas obras de caridade. Os escuteiros do Agrupamento de 1215, também participam significativamente nestas actividades contribuindo com várias campanhas de angariação, que raramente são agradecidas pela paróquia.